# Neuropatia nerwu wzrokowego
Neuropatia nerwu wzrokowego – zbiorczy termin określający stan chorobowy nerwu wzrokowego wywołany różnymi przyczynami. Uszkodzenia i śmierć komórek nerwu wzrokowego prowadzą do charakterystycznych objawów tej neuropatii. Głównym objawem jest utrata wzroku, poprzedzona rozmytym widzeniem barw w chorym oku. W diagnostyce tej neuropatii bada się tarczę nerwu wzrokowego z użyciem oftalmoskopu. Bladość tarczy jest charakterystycznym objawem długoterminowej neuropatii nerwu wzrokowego. U wielu pacjentów tylko jedno oko jest dotknięte schorzeniem i osoba chora może sobie nie zdawać sprawy z utraty widzenia barwnego, póki lekarz nie poprosi jej o zakrycie zdrowego oka.
Neuropatia nerwu wzrokowego często jest nazywana atrofią nerwu wzrokowego, w związku z zanikiem niektórych lub większości neurytów nerwu wzrokowego. W medycynie terminy atrofia używa się jednak głównie do opisania przypadków, w których zanikające struktury mogą wykształcić się ponownie, dlatego niektórzy lekarze uważają, że termin atrofia nerwu wzrokowego jest mylący i należy używać zamiast niego terminu neuropatia.
W skrócie, atrofia nerwu wzrokowego jest ostatecznym efektem różnych chorób i zniszczeń komórek nerwowych leżących pomiędzy siatkówką a ciałami kolankowatymi bocznymi.

## Nerw wzrokowy
Na nerw wzrokowy składają się aksony komórek nerwowych siatkówki, które opuszczają oko poprzez tarczę nerwu wzrokowego a następnie biegną do kory wzrokowej, gdzie sygnał z oka jest przetwarzany na obraz widziany. Około 1,2 miliona neurytów komórek siatkówki biegnie w nerwie wzrokowym.

## Przyczyny

### Ischemiczna neuropatia nerwu wzrokowego
W ischemicznych neuropatiach występuje niedokrwienie (ischemia) nerwu wzrokowego. Przednia część nerwu wzrokowego jest ukrwiona przez tętnice rzęskowe tylne krótkie oraz naczyniówkę, podczas gdy odcinek pozagałkowy jest ukrwiony wewnątrzoczodołowo przez splot opony miękkiej, biorący początek z tętnicy ocznej, tętnicę szyjną wewnętrzną, tętnicę przednią mózgu oraz tętnicę łączącą przednią. Ischemiczne neuropatie nerwu wzrokowego klasyfikuje się, kiedy to możliwe, w oparciu o miejsce i przyczynę zaburzenia przepływu krwi w systemie ukrwienia nerwu.
- Przednia ischemiczna neuropatia nerwu wzrokowego (ang. Anterior ischemic optic neuropathy, AION) to zaburzenie, które dotyczy przedniej części nerwu i prowadzi do opuchnięcia tarczy nerwu wzrokowego. Schorzenia te często powodują nagłą utratę widzenia w jednym oku. Stany zapalne naczyń krwionośnych, takie jak olbrzymiokomórkowe zapalenie tętnic, guzkowe zapalenie tętnic, zespół Churga-Strauss, ziarniniakowatość z zapaleniem naczyń, czy reumatoidalne zapalenie stawów mogą powodować AION związane z zapaleniem tętnic (AAION). Większość przednich ischemicznych neuropatii nerwu wzrokowego to tak zwane AION niezwiązane z zapaleniem tętnic  (NAION). Są to najczęstsze ostre neuropatie nerwu wzrokowego u osób powyżej 50 roku życia z roczną zachorowalnością na poziomie 2,3-10,2/100 000 osób. NAION są bezbolesną formą utraty wzroku, która postępuje w przeciągu od kilku godzin do paru dni. Większości pacjentów traci widzenie w dolnej połowie pola widzenia, aczkolwiek utrata widzenia w górnej połowie jest również częsta. Patofizjologia NAION pozostaje nieznana, choć wiadomo, że schorzenie wywołane jest osłabionym krążeniem krwi w okolicach tarczy nerwu wzrokowego. NAION są często powiązane z cukrzycą, podniesionym ciśnieniem śródgałkowym (w wyniku jaskry lub operacji gałki ocznej), wysokim poziomem cholesterolu, trombofilią, spadkiem ciśnienia krwi (w wyniku np. krwawienia, ataku serca, operacji) oraz zespołem bezdechu sennego. Rzadziej leczenie amiodaronem, interferonem alfa oraz lekami przeciwko zaburzeniom erekcji może być związane z ryzykiem wystąpienia NAION.
- Tylna ischemiczna neuropatia nerwu wzrokowego jest schorzeniem, w którym utracie wzroku nie towarzyszy opuchnięcie tarczy nerwu wzrokowego. Narażeni na nie są pacjenci z grupy ryzyka AAION i NAION jak również osoby, które przeszły operację serca lub rdzenia kręgowego lub cierpiące na poważne problemy związane z nadciśnieniem.
- Radiacyjna neuropatia nerwu wzrokowego (ang. radiation optic neuropathy, RON) jest również uważana za neuropatię ischemiczną. Pojawia się od 3 miesięcy do 8 i więcej lat po radioterapii mózgu i oczu. Najczęściej występuje około 1,5 roku po zakończeniu leczenia i skutkuje nieodwracalną i ciężką utratą widzenia, której często towarzyszy uszkodzenie siatkówki (retinopatia radiacyjna). Jej przyczyną jest najprawdopodobniej uszkodzenie przez promieniowanie dzielących się komórek gleju i śródbłonka naczyń krwionośnych. RON może wystąpić jako tymczasowa utrata widzenia, po której dochodzi do ostrej i bolesnej utraty wzroku w jednym lub obu oczach. Ryzyko tej neuropatii wzrasta przy dawkach promieniowania powyżej 50 Gy.
- Istnieją również dowody na powodowanie neuropatii nerwu wzrokowego przez terapię interferonem (połączonym z rybawiryną) stosowaną w leczeniu WZW typu C[3].

### Zapalenie nerwu wzrokowego
Zapaleniu nerwu wzrokowego towarzyszy opuchnięcie i uszkodzenie otoczek mielinowych chroniących nerw wzrokowy. Młode osoby dorosłe, szczególnie kobiety, są najbardziej narażone na to schorzenie. Charakterystycznymi objawami zapalenia są bóle w trakcie poruszania okiem, gwałtowna utrata wzroku i obniżenie widzenia barwnego, szczególnie czerwieni. Zapalenie nerwu wzrokowego, gdy towarzyszą mu znaczne ubytki w osłonkach mielinowych istoty białej, stanowi podstawę do podejrzenia występowania stwardnienia rozsianego.
W zależności od przyczyny zapalenie nerwu wzrokowego można podzielić na:
- pojedyncze izolowane zapalenie nerwu wzrokowego
- powracające izolowane zapalenie nerwu wzrokowego
- chroniczną powracającą odzapalną neuropatię nerwu wzrokowego
- zapalenie nerwu wzrokowego związane ze stwardnieniem rozsianym
- niespecyficzne formy zapalenia nerwu wzrokowego[4].

Oftalmoskopia może wykazać opuchnięcie tarczy nerwu wzrokowego, aczkolwiek wygląd nerwu może nie ulec zmianie. Objawami wskazującymi na zapalenie nerwu wzrokowego są źrenica Marcusa Gunna, obniżone widzenie barw oraz utrata pola widzenia (zwłaszcza w części centralnej). Normalne widzenie powraca przeważnie w okresie 10 tygodni od ustąpienia stanu zapalnego, choć powtarzające się ataki mogą doprowadzić do permanentnej utraty aksonów i zmniejszenia się warstwy neuronów w siatkówce.

### Uciskowa neuropatia nerwu wzrokowego
Guzy, infekcje i stany zapalne mogą powodować zmiany w oczodole i rzadziej w kanale wzrokowym. Zmiany te mogą uciskać nerw wzrokowy, powodując nabrzmienie tarczy nerwu i prowadząc do stopniowej utraty wzroku. Najczęstszymi chorobami mogącymi do tego doprowadzić są: glejaki, oponiaki, naczyniaki, chłoniaki, torbiele skórzaste, rak, szpiczak mnogi, odzapalny guz rzekomy oczodołu i orbitopatia tarczycowa. Pacjenci często cierpią na wytrzesz i lekką ślepotę barw, natomiast widzenie jako takie pozostaje w normie.

### Naciekowa neuropatia nerwu wzrokowego
Guzy, stany zapalne, czy infekcje mogą doprowadzić do nacieków na nerw wzrokowy. Nacieki nowotworowe mogą być wywołane przez guzy pierwotne (np. glejak nerwu wzrokowego, naczyniak naczyń włosowatych, naczyniak jamisty) lub wtórne (np. przerzuty nowotworowe, rak jamy nosowo-gardłowej, chłoniak, białaczka). Najczęstszym zaburzeniem wywołującym nacieki zapalne nerwu wzrokowego jest sarkoidoza. Oportunistyczne grzyby, wirusy i bakterie mogą również powodować naciekanie nerwu wzrokowego. Wygląd nerwu i jego tarczy zależą od tego, w której części nerwu wzrokowego doszło do naciekania.

### Pourazowa neuropatia nerwu wzrokowego
Nerw wzrokowy może ulec uszkodzeniu na skutek bezpośredniego lub niebezpośredniego urazu. Bezpośrednie uszkodzenia nerwu wzrokowego są powodowane urazami głowy lub oczodołu, w czasie których bezpośrednio uszkodzony zostaje nerw wzrokowy jak i chroniące go tkanki, mogą to być np. postrzał albo ciało obce w oku. Niebezpośrednie urazy, jak np. tępe uderzenie w czoło podczas wypadku motorowego, przenoszą siłę na nerw wzrokowy, nie uszkadzając otaczających go tkanek. W tym typie zranienia nerw wzrokowy absorbuje energię powstałą w czasie uderzenia. Najczęściej uszkodzeniu ulega wewnątrzczaszkowy odcinek nerwu. Wypadki na motocyklu lub rowerze odpowiadają za 17 do 63% przypadków pourazowej neuropatii nerwu wzrokowego. Również upadki są jej częstą przyczyną. Neuropatia występuje najczęściej wtedy, gdy urazowi głowy towarzyszyła utrata przytomności, uraz wieloukładowy i poważne uszkodzenie mózgu. U mniej niż 1% pacjentów krwotok oczodołowy wywołany infekcją oka może wywołać uszkodzenie nerwu wzrokowego, aczkolwiek o ile krwotok taki zostanie wykryty wcześnie można łatwo zapobiec uszkodzeniu nerwu. Wysokie dawki sterydów i dekompresja gałki ocznej w leczeniu tego typu urazów wciąż budzą kontrowersje, a ich stosowanie powinno się odbywać niemal natychmiast po uszkodzeniu by zminimalizować negatywne efekty uboczne. U pacjentów z pękniętym oczodołem wymiotowanie i wydmuchiwanie nosa może wprowadzić powietrze do oczodołu, które uciskając na nerw wzrokowy może doprowadzić do jego uszkodzenia.

### Mitochondrialna neuropatia nerwu wzrokowego
Mitochondria pełnią kluczową rolę w funkcjonowaniu komórek nerwowych siatkówki, ze względu na ich wysokie zapotrzebowanie w energię. Produkcja mitochondriów odbywa się w ciałach komórek nerwowych a następnie są one transportowane wzdłuż aksonu do miejsc zapotrzebowania. Mutacje w mitochondrialnym DNA, awitaminozy, nadużywanie alkoholu i tytoniu a także niektóre leki mogą powodować zaburzenia w efektywnym transporcie mitochondriów, które prowadzą do pierwotnej lub wtórnej neuropatii nerwu wzrokowego.

### Neuropatia nerwu wzrokowego wywołana niedożywieniem
Neuropatia nerwu wzrokowego może występować u pacjentów z poważnym niedożywieniem. Miesiące niedoboru jedzenia są zazwyczaj potrzebne by ciało zużyło wszystkie zmagazynowane substancje odżywcze. Pacjenci z niedożywieniem często cierpią na niedobory witamin i innych składników odżywczych i mają obniżony poziom białek osocza. Neuropatia wywołana niedokrwistością złośliwą lub niedoborem witaminy B12 może wystąpić nawet u dobrze odżywionych pacjentów. Bypassy układu pokarmowego mogą również doprowadzić do niedoboru witaminy B12 ze względu na ograniczenie jej wchłaniania.
Pacjenci, u których wystąpiła neuropatia wywołana niedożywieniem, mogą zauważyć, że kolory są mniej żywe a w szczególności kolor czerwony wydaje się wyblakły. Wrażenie to dotyczy obu oczu i nie towarzyszy mu żaden ból. Widzenie staje się rozmyte i zamglone, a następnie spada jego ostrość. Obniżenie sprawności widzenie może być gwałtowne, natomiast rzadko dochodzi do ostatecznej utraty wzroku. Pacjenci często mają ślepy punkt w centrum pola widzenia zachowując jednak widzenie peryferyczne. W większości przypadków źrenice reagują normalnie na światło.
Ponieważ niedożywienie dotyka całego ciała u pacjentów z neuropatią nerwu wzrokowego wywołaną niedożywieniem często współwystępują neuropatie nerwów obwodowych, których objawem może być ból lub utrata czucia w rękach i nogach. Wśród aliantów znajdujących się w niewoli japońskiej w czasie II wojny światowej dochodziło do epidemii neuropatii nerwu wzrokowego wywołanej niedożywieniem. Po czterech miesiącach niedoborów żywności jeńcy zaczynali gwałtownie tracić widzenie w obu oczach. Cierpieli również na ból w kończynach i utraty słuchu. W Nigerii występuje endemiczna neuropatia tropikalna, której przyczyną może być niedożywienie, jak dotąd nie udowodniono jednak tej hipotezy.

### Neuropatia nerwu wzrokowego wywołana toksynami
Najczęstszym zatruciem prowadzącym do neuropatii nerwu wzrokowego, jest zatrucie metanolem. Jest to zagrażające życiu zatrucie, którego najczęstszą przyczyną jest pomylenie metanolu z etanolem. Ślepota może wystąpić już przy spożyciu ok. 30g metanolu, aczkolwiek można jej zapobiec poprzez spożycie w tym samym czasie alkoholu etylowego. Pierwszymi objawami zatrucia są mdłości i wymioty, po których dochodzi do zaburzeń oddychania, bólu głowy i – po 18-24 h od konsumpcji – utraty wzroku. Bez zastosowania leczenia pacjenci mogą zupełnie stracić wzrok a ich źrenice rozszerzają się i przestają reagować na światło
- Glikol etylenowy, składnik płynu do chłodnic, jest toksyczny dla całego ciała w tym również dla nerwu wzrokowego. Jego spożycie może zakończyć się śmiercią, albo nieodwracalnymi zmianami neurologicznymi i oftalmologicznymi. Choć utrata wzroku nie występuje często, współtowarzyszący zatruciu wzrost ciśnienia śródczaszkowego może powodować obustronne opuchnięcie tarczy nerwu wzrokowego. Jedną z podstawowych przesłanek do wykrycia zatrucia glikolem etylenowym jest obecność kryształków szczawianu w moczu. Podobnie jak w przypadku zatrucia metanolem jako odtrutkę stosuje się etanol.
- Etambutol, lek stosowany w leczeniu gruźlicy, jest znany z powodowania neuropatii nerwu wzrokowego. Pacjenci u których dochodzi do neuropatii wywołanej przyjmowaniem etambutolu tracą wzrok w obu oczach jednocześnie. Początkowym objawem neuropatii jest upośledzeni widzenia barwnego oraz obniżenie ostrości obrazu w centrum pola widzenia. W przypadku wystąpienia neuropatii nerwu wzrokowego wywołanej etambutolem najlepiej pod opieką lekarza przerwać dalszą kurację tym lekiem. Poprawa wzroku następuje powoli po przerwaniu przyjmowania leku, ale rzadko widzenie wraca do stanu sprzed wystąpienia neuropatii.
- Amiodaron jest lekiem często stosowanym w leczeniu arytmii. Większość przejmujących go pacjentów doświadcza powstawania w komórkach rogówki drobnych złogów, ale lek znany jest również z wywoływania NAION. Pacjenci przyjmujący amiodaron, u których następują zmiany w widzeniu powinni być koniecznie zbadani przez oftalmologa.
- Używanie tytoniu, szczególnie w postaci fajki lub cygara, może powodować neuropatię nerwu wzrokowego. Mężczyźni starsi i w średnim wieku szczególnie często cierpią na powolne, bezbolesne i postępujące zaburzenia w widzeniu barw i obniżenie ostrości wzroku występujące w obu oczach. Mechanizm występowania tej neuropatii nie jest do końca jasny, ale badania wskazują, że ryzyko wystąpienia neuropatii wywołanej używaniem tytoniu jest większe u pacjentów, którzy się źle odżywiają.

### Dziedziczna neuropatia nerwu wzrokowego
Dziedziczne neuropatie przeważnie występują obustronnie, jako upośledzenie centralnej części pola widzenia w obu oczach. Uszkodzenie nerwu wzrokowego jest przeważnie nieodwracalne i postępujące.
- Dziedziczna neuropatia nerwu wzrokowego Lebera jest najczęściej występującą chorobą mitochondrialną, która najczęściej dotyka młodych mężczyzn, objawiając się ostrą utratą widzenia. Przeważnie najpierw dochodzi do gwałtownej utraty widzenia w jednym oku, a po kilku miesiącach w drugim. Po okresie pogorszenia ostrość widzenia stabilizuje się na niskim poziomie (około lub poniżej 20/200). Pacjenci z mutacją 14484/ND6 mają największe szanse na odzyskanie wzroku[6].
- Dziedziczna neuropatia nerwu wzrokowego Kjera to autosomalna choroba dominująca wywołana defektem genu jądrowego OPA1. Przeważnie manifestuje się ona przez powolną, postępującą obustronną neuropatię w pierwszych 10 latach życia. U chorych dochodzi do obniżenia ostrości widzenia, wyblaknięcia tarczy nerwu wzrokowego, wystąpienia mroczków centralnych i delikatnego upośledzenia widzenia barwnego.
- Zespół Behra to rzadka recesywna choroba autosomalna, której objawem są atrofia nerwu wzrokowego, ataksja i spastyczność.
- Zespół Berka-Tabatznika to bardzo rzadka choroba, której objawami jest niski wzrost, wrodzona atrofia nerwu wzrokowego i brachytelefalangia[7].